# Edvard Bergenstråhle
Johan Edvard Gustaf Bergenstråhle, född den 5 mars 1864 i Kristianstad, död den 18 september 1954 i Stockholm, var en svensk hovman.
Bergenstråhle avlade studentexamen i Uppsala 1883, i Lund 1885 och kansliexamen 1886. Han blev tjänstgörande kammarjunkare 1887, var amanuens i Lantförsvarsdepartementet 1887–1900, blev amanuens i Generalpoststyrelsen 1890, kammarherre 1896 och aktuarie i Generalpoststyrelsens revisionsbyrå 1900.
Bergenstråhle var son till hovrättsrådet Gustaf Bergenstråhle och grevinnan Charlotta Posse född i grevliga ätten Posse. Han var gift med Anna Wallenberg, som var dotter till André Oscar Wallenberg och Anna von Sydow. Edvard Bergenstråhle är begravd på Gamla begravningsplatsen i Kristianstad.

## Utmärkelser
- Konung Oscar II:s jubileumsminnestecken, 1897.[3]
- Konung Gustaf V:s jubileumsminnestecken med anledning av 90-årsdagen, 1948.[4]
- Konung Gustaf V:s jubileumsminnestecken med anledning av 70-årsdagen, 1928.[4]
- Riddare av första klassen av Vasaorden, 1914.[5]
- Riddare av andra klassen av Ryska Sankt Annas orden, senast 1915.[3]